# Šesti Gabar
Šesti Gabar (cyr. Шести Габар) – wieś w Serbii, w okręgu zajeczarskim, w gminie Knjaževac. W 2011 roku liczyła 88 mieszkańców.